# 李聖珉
李 聖珉（イ・ソンミン、ハングル表記：이성민、1966年9月6日 - 2023年5月17日）は、大韓民国の韓国放送公社 (KBS) 所属のアナウンサー。

## 学歴
- 崇実大学校英語国文学科学士
- 崇実大学校大学院英語国文学科碩士
- 高麗大学校日語日文学科学士
- 高麗大学校大学院日語日文学科碩士
- 高麗大学校大学院日語日文学科博士科程

## 経歴
- 1995年 22期KBS公開採用のアナウンサー (KBS昌原放送総局地域の勤務)